# Honnaganahalli, Arkalgud
Honnaganahalli là một làng thuộc tehsil Arkalgud, huyện Hassan, bang Karnataka, Ấn Độ.